# 베레초우이펄루

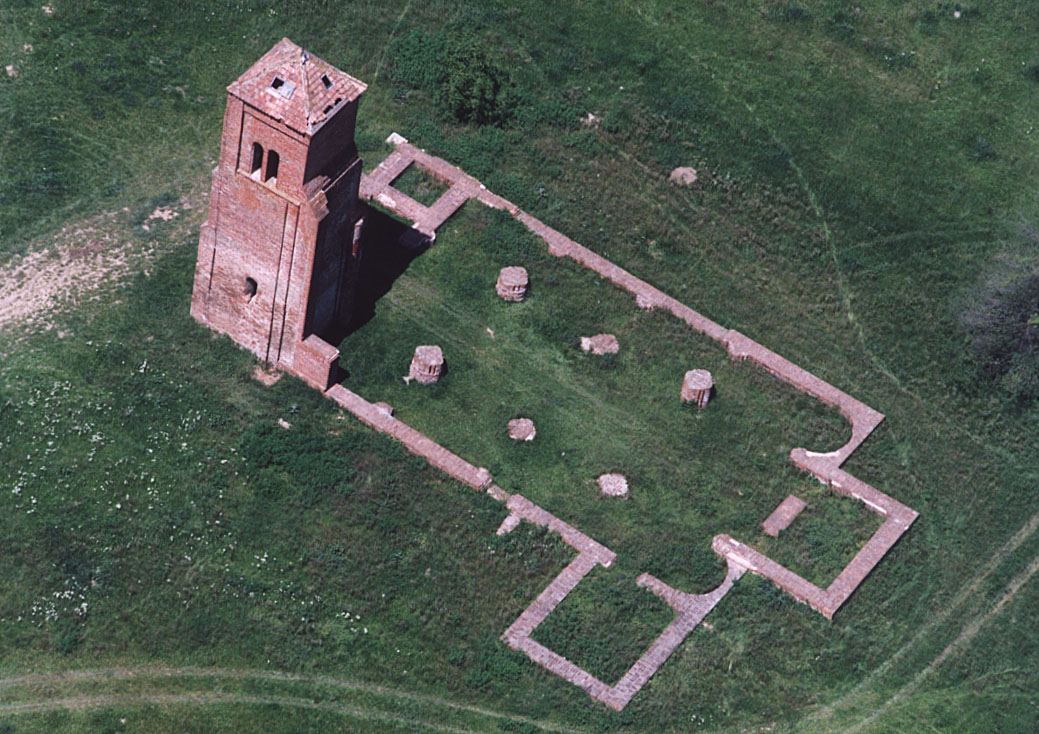
베레초우이펄루

베레초우이펄루(헝가리어: Berettyóújfalu)는 헝가리 허이두비허르주의 도시로 면적은 170.98km2, 인구는 15,221명(2014년 기준), 인구 밀도는 94명/km2이다. 헝가리 데브레첸에서 남쪽으로 약 40km, 루마니아 오라데아에서 서쪽으로 약 35km 정도 떨어진 곳에 위치한다.

시 문장